# Alexis Texas
Alexis Texas (Castroville, Texas em 25 de maio de 1985) é uma atriz pornográfica dos Estados Unidos. Iniciou sua carreira na indústria pornográfica em 2007, com 22 anos de idade.
Sua primeira cena ocorreu no filme pornográfico Shane’s World’s College Amateur Tour In Texas, filmado em outubro de 2006. Mais tarde, ela filmou algumas cenas para Bang Bros, na Flórida. Ela foi capa da revista americana Genesis Magazine, em abril de 2009, e para o trigésimo quinto aniversário da edição da revista Hustler, em junho de 2009.

## Biografia

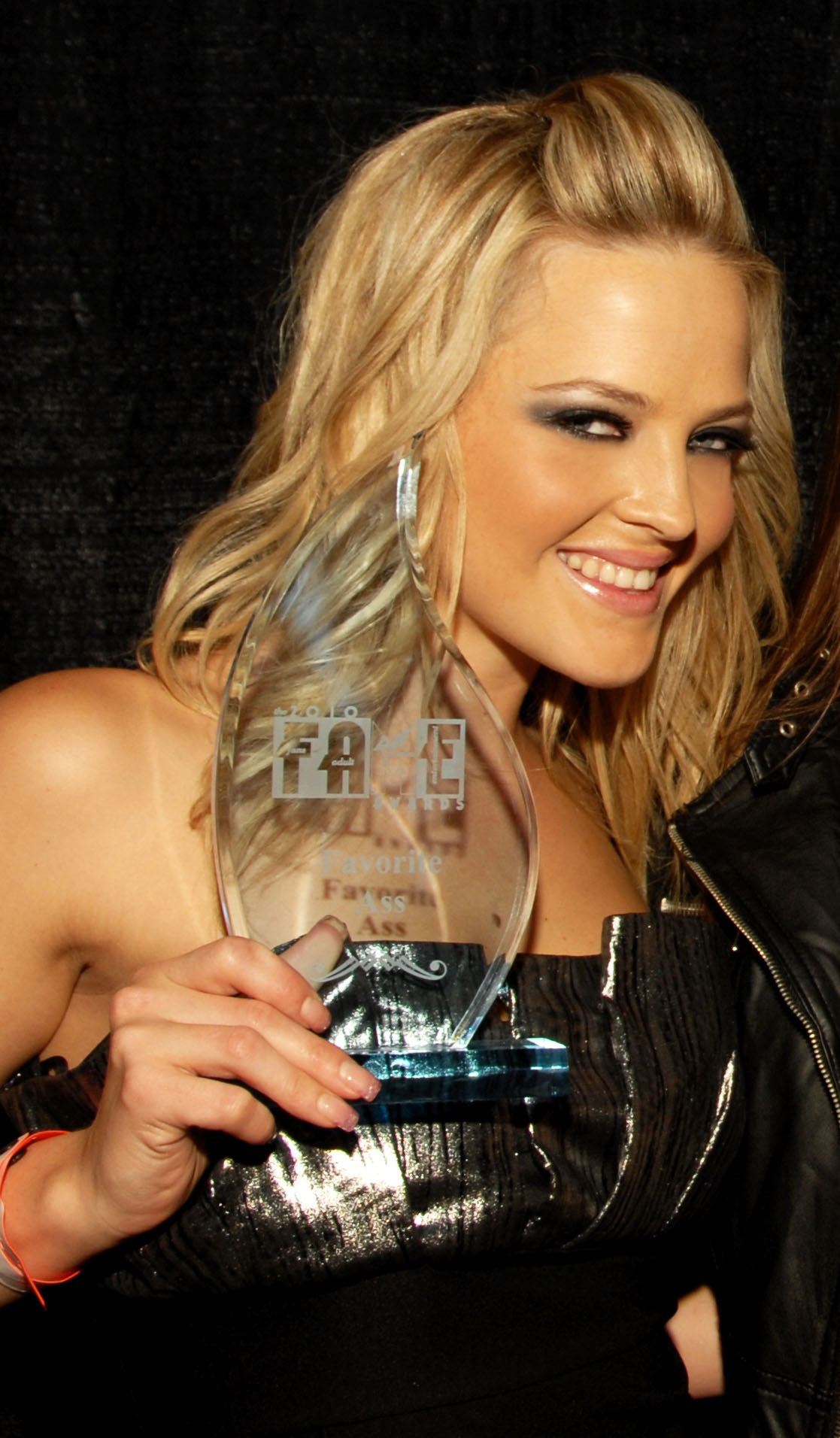
Alexis Texas premiada em 2010 com o melhor bumbum

Alexis Texas foi criada em uma pequena cidade perto de San Antonio, Texas, desde então já percorreu um longo caminho com mais de 300 filmes na carreira. Texas é de  ascendência porto-riquenha, alemã, e norueguesa.
Se mudou para Los Angeles em 2007 e começou a filmar cenas para a agência de entretenimento adulto LA Direct Models.
Ela mudou-se para Los Angeles e começou a gravar cenas para a agência LA Direct Models em março de 2007. Em fevereiro de 2008, lançou o filme Discovering Alexis Texas, dirigido pela atriz pornô Belladonna, desde então ela tem sido destaque em muitos filmes, como Alexis Texas is Buttwoman, Blonde Ambition, Slam It! In a Young Whore, Tease Before The Please 2, dentre inúmeros outros.
No filme do estúdio Elegant Angel, Alexis Texas is Buttwoman, estrelou em sua primeira cena de sexo anal sendo o filme de maior destaque de sua carreira até então. Em 2009 ela formou sua própria companhia, Alexis Texas Entertainment, que é uma subsidiária da Starlet Entertainment Group (SEG). Através da SEG, lançou seu site oficial, com formulário de inscrição para o conteúdo. Ela já apareceu em filmes de estúdios como Reality Kings, Muffia, Bang Bros, Brazzers, Elegant Angel e Wicked Pictures.
Em 2011 Texas fez sua estréia em filmes convencionais com uma participação no longa Bloodlust Zombies. O filme é da produtora Breaking Glass Pictures e trata-se de uma história do gênero comédia de terror.
No ano de 2017 sua popularidade aumentou no Brasil após ter sido apontada como a voz de um áudio que ficou conhecido como gemidão do Zap, uma brincadeira que consiste em enviar um áudio ou vídeo no aplicativo de celular com o objetivo de constranger as pessoas que recebem. O trecho do “gemidão” foi retirado de uma cena do filme Alexis Texas Boxing POV, no qual a atriz é uma aluna em uma academia se relaciona sexualmente com seu treinador.

## Vida pessoal
Texas foi casada com o ator Mr. Pete entre 2008 e 2013.

## Prêmios
| Ano  | Premiação        | Resultado | Prêmio                                                           | Filme                     |
| ---- | ---------------- | --------- | ---------------------------------------------------------------- | ------------------------- |
| 2008 | CAVR Award       | Venceu    | Performance do ano                                               | —                         |
| 2008 | NightMoves Award | Venceu    | Melhor nova estrela (Escolha dos fãs)                            | —                         |
| 2009 | AVN Award        | Venceu    | Melhor performance                                               | Alexis Texas is Buttwoman |
| 2009 | XRCO Award       | Venceu    | Melhor filme                                                     | Alexis Texas is Buttwoman |
| 2010 | AVN Award        | Venceu    | Melhor cena grupal                                               | Deviance                  |
| 2010 | F.A.M.E. Award   | Venceu    | Bumbum favorito                                                  | —                         |
| 2011 | AVN Award        | Venceu    | Melhor cena lésbica                                              | Buttwoman vs. Slutwoman   |
| 2011 | AVN Award        | Venceu    | Melhor cena grupal                                               | Buttwoman vs. Slutwoman   |
| 2011 | AVN Award        | Venceu    | Melhor atuação                                                   | Car Wash Girls            |
| 2011 | NightMoves Award | Venceu    | Melhor performance (Escolha dos fãs)                             | —                         |
| 2012 | NightMoves Award | Venceu    | Melhor bumbum (Escolha dos fãs)                                  | —                         |
| 2013 | XBIZ Award       | Indicada  | Melhor performance do ano                                        | —                         |
| 2013 | XBIZ Award       | Venceu    | Melhor performance em site                                       | AlexisTexas.com           |
| 2014 | AVN Award        | Venceu    | Melhor bumbubm (Escolha dos fãs)                                 |                           |
| 2014 | Fanny Award      | Venceu    | Melhor sexo anal                                                 | Most Ass Heroic           |
| 2015 | AVN Award        | Venceu    | Bumbum quente (Escolha dos fãs)                                  | —                         |
| 2015 | NightMoves Award | Venceu    | Melhor bumbum (Escolha dos fãs)                                  | —                         |
| 2016 | AVN Award        | Venceu    | Melhor garota em cena grupal (com Angela White & Anikka Albrite) | Angela 2                  |
| 2016 | AVN Award        | Venceu    | Bumbum épico (Escolha dos fãs)                                   | —                         |
| 2017 | AVN Award        | Venceu    | Bumbum épico (Escolha dos fãs)                                   | —                         |
| 2018 | AVN Award        | Venceu    | Bumbum épico (Escolha dos fãs)                                   | —                         |